# Arktisk Råd
Arktisk Råd er et mellemstatsligt organ der forsøger at samarbejde om de udfordringer de arktiske egne står overfor mht. miljø, sociale forhold og økonomi.
Rådet blev formelt etableret i 1996, da medlemslandenes udenrigsministre mødtes i Ottawa, Canada og vedtog Ottawa-erklæringen om samarbejde i Arktis. Den 21. januar 2013 fik rådet et fast sekretariat med adresse i Tromsø.

## Organisation

### Medlemslande
Kun lande med territorier i de arktiske egne kan være medlemmer af rådet. Da alle lande der opfylder dette krav er medlem, er rådet et fuldt cirkumpolart forum.
- Canada
- Danmark
  -  Færøerne
  -  Grønland
- Finland
- Island
- Norge
- Rusland
- Sverige
- USA

#### Formandskab
Formandskabet i Arktisk Råd skifter hvert andet år. 

### Permanente deltagere
Permanente deltagere er organistationer der repræsenterer de forskellige oprindelige folk i Arktis. De er sikret fuld konsultationsret i rådet, dvs. de skal høres i samtlige beslutninger der træffes, og de kan til enhver tid stille forslag til rådet. Selvom det i sidste ende er rådets medlemmer der træffer beslutningerne, så har de oprindelige folk væsentligt større indflydelse end i andre tilsvarende organer rundt omkring i verden. De permanente deltagere deler et fælles sekretariat, der er økonomisk understøttet af de otte medlemslande, og med adresse i København.
Enhver organisation af Arktiske oprindelige folk, der opfylder ét af disse to krav kan optages:
1. Et enkelt oprindeligt folk hjemmehørende i mere end ét Arktisk land.
2. Mere end et Arktisk oprindeligt folk hjemmehørende i et enkelt land.

I 2013 er følgende folk optaget som permanente deltagere:
- Arctic Athabaskan Council (AAC)
- Aleut International Association (AIA)
- Gwich'in Council International (GGI)
- Inuit Circumpolar Council (ICC)
- Russian Association of Indigenous Peoples of the North (RAIPON)
- Samerådet (SC)

### Observatørstatus
Tyskland, Holland, Polen, Spanien, Kina og Storbritannien har permanent observatørstatus. Derudover har forskellige lande fået tildelt midlertidig observatørstatus. Blandt andet i takt med at den globale opvarmning muliggør nye sejladsruter i de arktiske egene, rundt om kontinenterne, har Kina og EU, ligesom Japan og Sydkorea med flere, presset på for at få permanent observatørstatus. Der er dog ikke enighed medlemslandene imellem om dette spørgsmål, hvor især Canada er modstandere af EU og Rusland ikke er tilhængere af Kina som observatørland. Canadas modstand mod EU skyldes blandt andet et gammelt EU-forbud mod import af bl.a. sælskind, hvilket har ødelagt levevilkårene for de oprindelige folkeslag i Arktis. De oprindelige folk er heller ikke begejstrede for at udvide kredsen af observatørlande.

## Rapporter til Arktisk Råd
- Klimarapporten SWIPA 2017: Arktis smelter langt hurtigere end ventet.[4]